# Vaucourt
Vaucourt est une commune de Meurthe-et-Moselle.

## Géographie
Le territoire de la commune est limitrophe de ceux de trois autres communes : deux, Emberménil et Xousse, se trouvent en Meurthe-et-Moselle, un, Lagarde, se trouve dans le département limitrophe de la Moselle.
|            | Lagarde  |        |
|            | Vaucourt |        |
| Emberménil |          | Xousse |

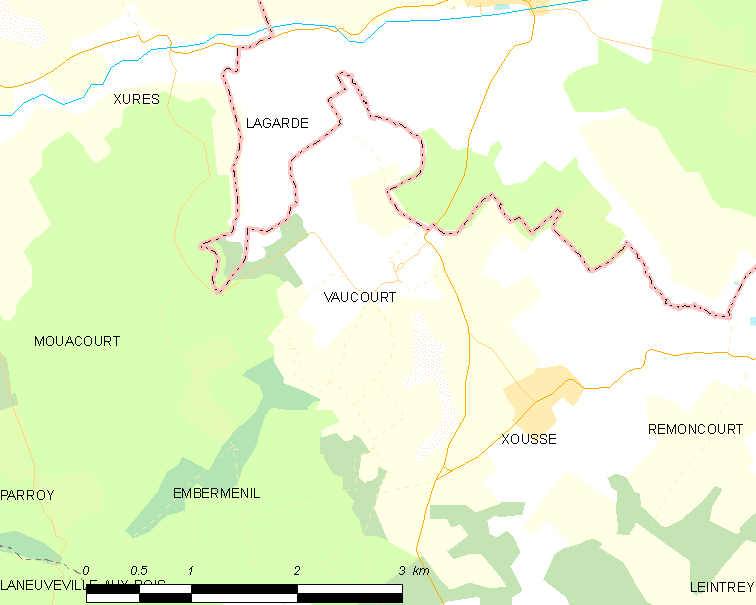
Carte de la commune.
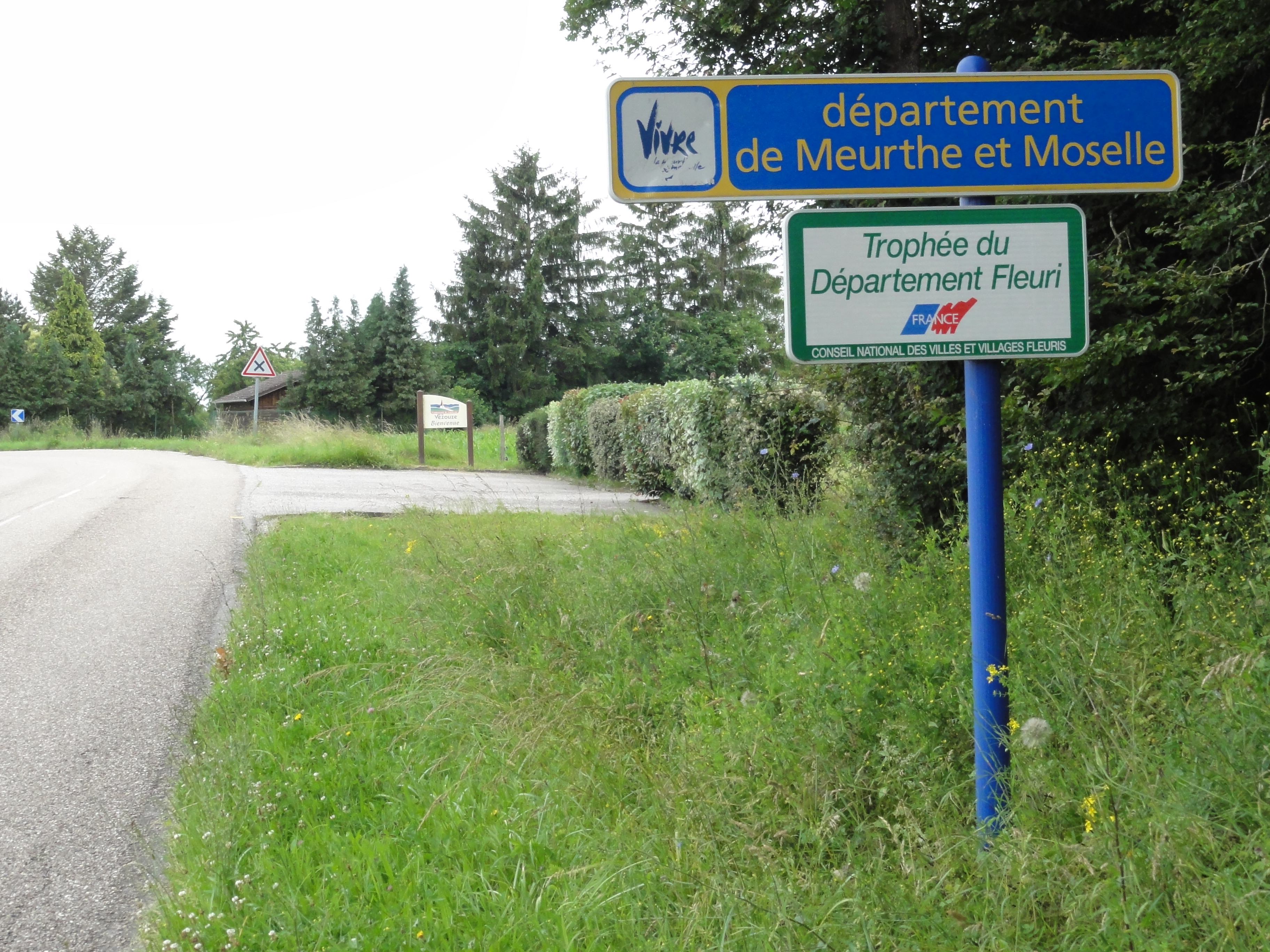
Arrivée par le nord-est sur le territoire de la commune, depuis Lagarde (Moselle), avec un panneau marquant l'entrée en Meurthe-et-Moselle…
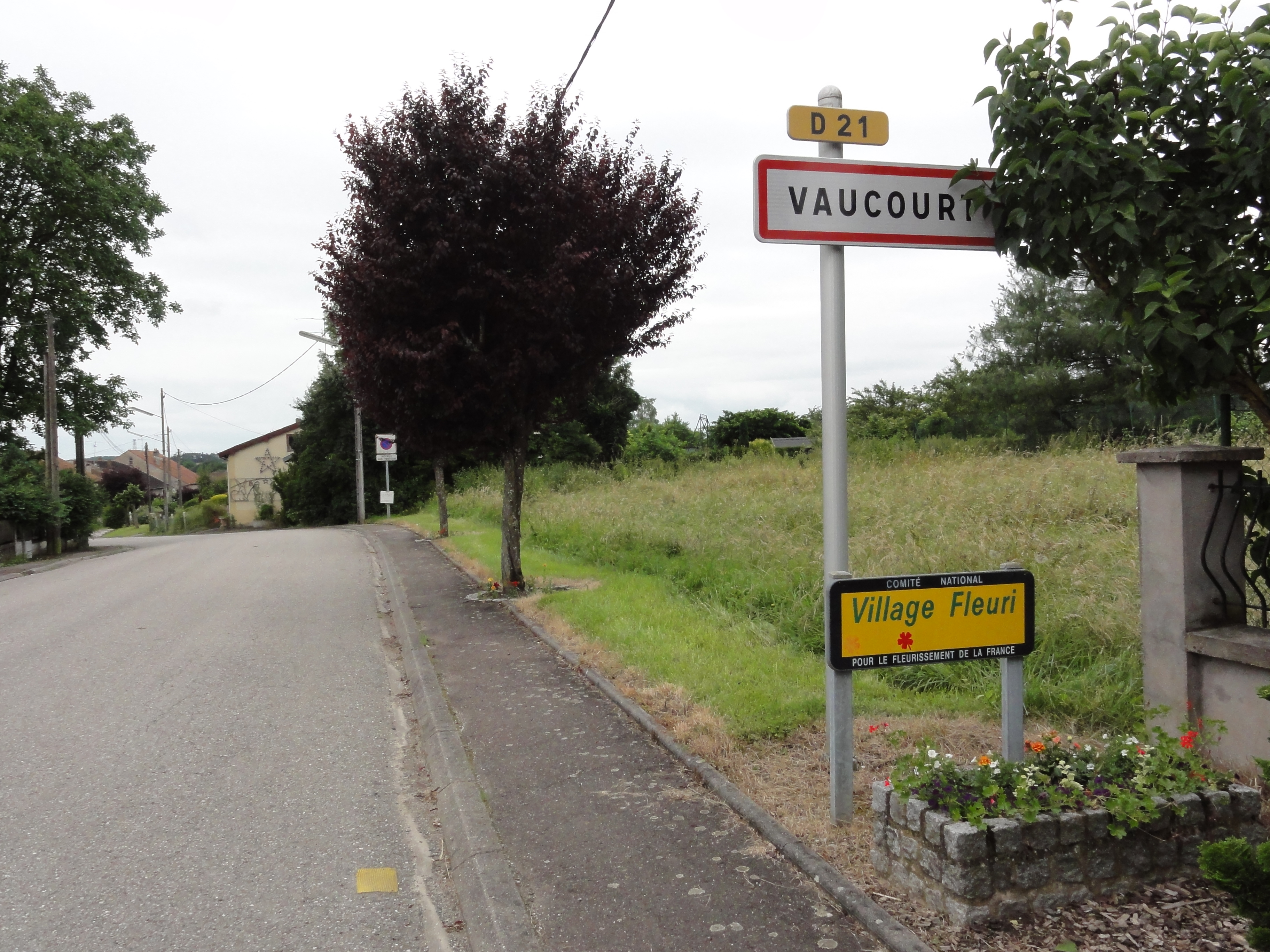
…Puis entrée dans le village de Vaucourt, par l'extrémité nord-est de la Grande rue.

### Hydrographie
La commune est dans le bassin versant du Rhin au sein du bassin Rhin-Meuse. Elle est drainée par le ruisseau de la Goutte des Ailles, le ruisseau de l'Étang de Grave, le ruisseau du Grand Pre et le ruisseau la Thille,.

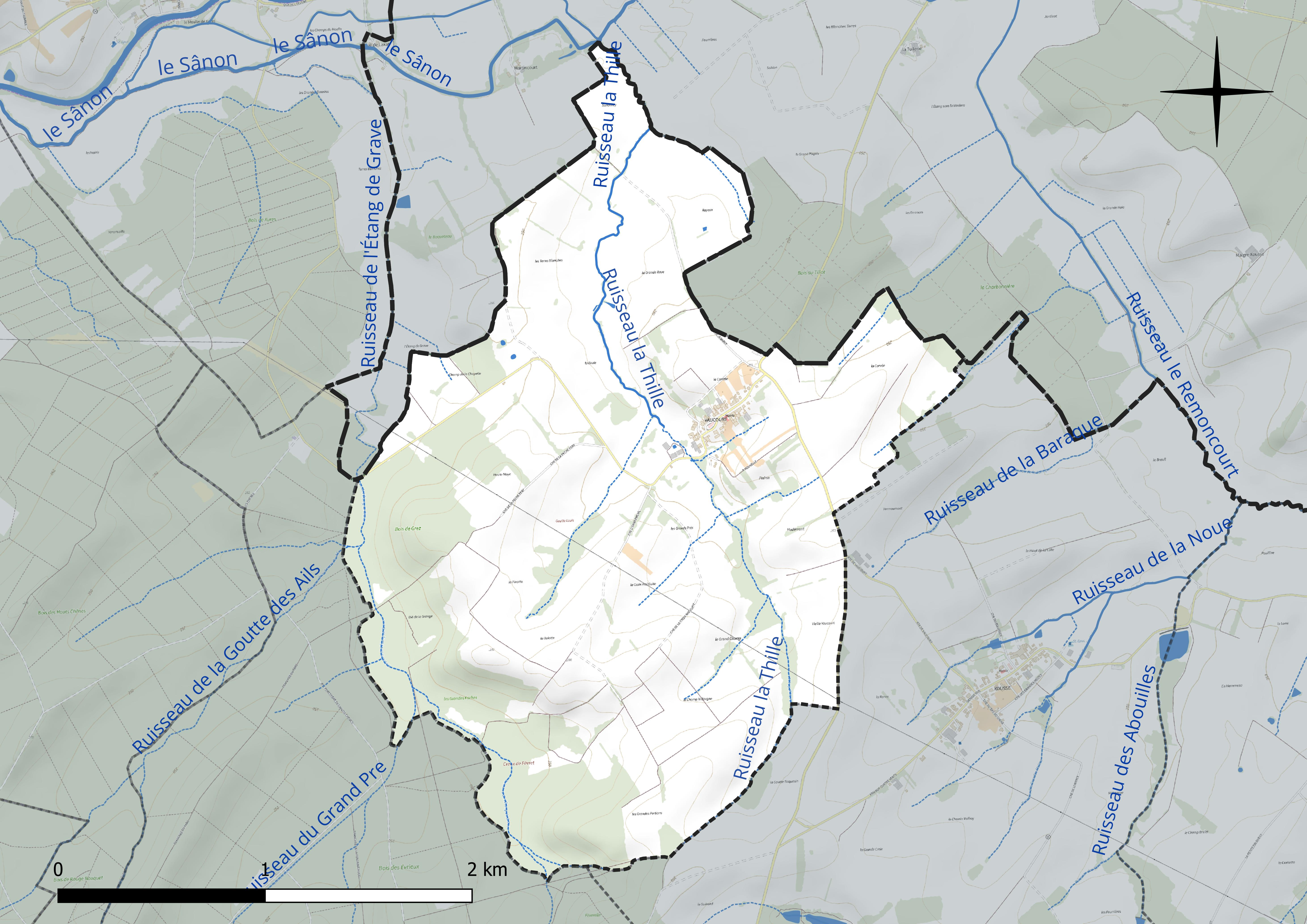
Réseau hydrographique de Vaucourt.

### Climat
Pour des articles plus généraux, voir Climat du Grand Est et Climat de Meurthe-et-Moselle.
En 2010, le climat de la commune est de type climat des marges montargnardes, selon une étude du Centre national de la recherche scientifique s'appuyant sur une série de données couvrant la période 1971-2000. En 2020, Météo-France publie une typologie des climats de la France métropolitaine dans laquelle la commune est exposée à un climat semi-continental et est dans une zone de transition entre les régions climatiques « Lorraine, plateau de Langres, Morvan » et « Vosges ». 
Pour la période 1971-2000, la température annuelle moyenne est de 9,6 °C, avec une amplitude thermique annuelle de 17 °C. Le cumul annuel moyen de précipitations est de 908 mm, avec 12,1 jours de précipitations en janvier et 9,6 jours en juillet. Pour la période 1991-2020, la température moyenne annuelle observée sur la station météorologique de Météo-France la plus proche, « St Maurice », sur la commune de Saint-Maurice-aux-Forges à 21 km à vol d'oiseau, est de 10,5 °C et le cumul annuel moyen de précipitations est de 837,4 mm. 
La température maximale relevée sur cette station est de 39,2 °C, atteinte le 25 juillet 2019 ; la température minimale est de −19,9 °C, atteinte le 1er mars 2005,,. 
Les paramètres climatiques de la commune ont été estimés pour le milieu du siècle (2041-2070) selon différents scénarios d'émission de gaz à effet de serre à partir des nouvelles projections climatiques de référence DRIAS-2020. Ils sont consultables sur un site dédié publié par Météo-France en novembre 2022.

## Urbanisme

### Typologie
Au 1er janvier 2024, Vaucourt est catégorisée commune rurale à habitat très dispersé, selon la nouvelle grille communale de densité à sept niveaux définie par l'Insee en 2022.
Elle est située hors unité urbaine et hors attraction des villes,.

### Occupation des sols
L'occupation des sols de la commune, telle qu'elle ressort de la base de données européenne d’occupation biophysique des sols Corine Land Cover (CLC), est marquée par l'importance des territoires agricoles (79,5 % en 2018), en augmentation par rapport à 1990 (78,3 %). La répartition détaillée en 2018 est la suivante : terres arables (45 %), prairies (24,7 %), forêts (20,5 %), zones agricoles hétérogènes (9,8 %). L'évolution de l’occupation des sols de la commune et de ses infrastructures peut être observée sur les différentes représentations cartographiques du territoire : la carte de Cassini (XVIIIe siècle), la carte d'état-major (1820-1866) et les cartes ou photos aériennes de l'IGN pour la période actuelle (1950 à aujourd'hui).

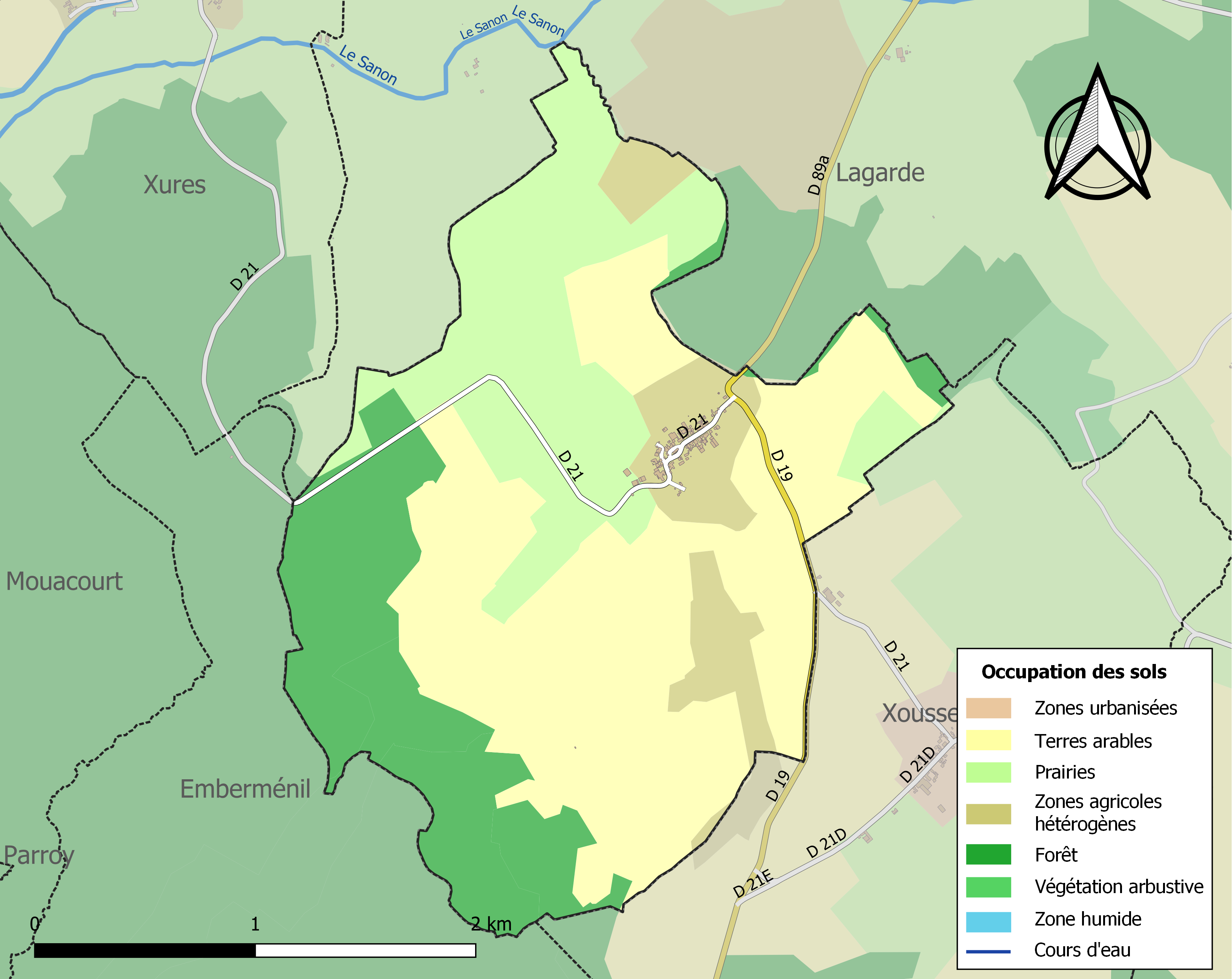
Carte des infrastructures et de l'occupation des sols de la commune en 2018 (CLC).

## Toponymie
Waulcourt (1486), Wacourt (1497), Walcourt (1549), Vaucourt (1793)[réf. nécessaire].

## Histoire
Le village est sinistré par les deux guerres mondiales. Pendant la semaine du 7 à 14 août 1914, Vaucourt, qui est alors village frontière, est attaquée, défendue, bombardée et détruit. Les architectes Maurice Marchand (1880-1942) et Émile Erbeau participent à sa reconstruction.

## Politique et administration
| Période                                  | Période  | Identité        | Étiquette | Qualité     |
| ---------------------------------------- | -------- | --------------- | --------- | ----------- |
| Les données manquantes sont à compléter. |          |                 |           |             |
| avant 1981                               | ?        | Charles Banzet  |           |             |
| mars 2001                                | mai 2020 | Gérard Vathelet | DVD       |             |
| mai 2020                                 | En cours | Michaël Thuot   |           | Agriculteur |

## Démographie
L'évolution du nombre d'habitants est connue à travers les recensements de la population effectués dans la commune depuis 1793. Pour les communes de moins de 10 000 habitants, une enquête de recensement portant sur toute la population est réalisée tous les cinq ans, les populations de référence des années intermédiaires étant quant à elles estimées par interpolation ou extrapolation. Pour la commune, le premier recensement exhaustif entrant dans le cadre du nouveau dispositif a été réalisé en 2007.

En 2022, la commune comptait 62 habitants, en évolution de −6,06 % par rapport à 2016 (Meurthe-et-Moselle : −0,13 %, France hors Mayotte : +2,11 %).
| 1793 | 1800 | 1806 | 1821 | 1831 | 1836 | 1841 | 1846 | 1851 |
| ---- | ---- | ---- | ---- | ---- | ---- | ---- | ---- | ---- |
| 266  | 283  | 353  | 340  | 387  | 381  | 351  | 343  | 343  |

| 1856 | 1861 | 1872 | 1876 | 1881 | 1886 | 1891 | 1896 | 1901 |
| ---- | ---- | ---- | ---- | ---- | ---- | ---- | ---- | ---- |
| 300  | 298  | 323  | 324  | 269  | 285  | 286  | 260  | 257  |

| 1906 | 1911 | 1921 | 1926 | 1931 | 1936 | 1946 | 1954 | 1962 |
| ---- | ---- | ---- | ---- | ---- | ---- | ---- | ---- | ---- |
| 234  | 217  | 119  | 130  | 123  | 117  | 89   | 113  | 106  |

| 1968 | 1975 | 1982 | 1990 | 1999 | 2006 | 2007 | 2012 | 2017 |
| ---- | ---- | ---- | ---- | ---- | ---- | ---- | ---- | ---- |
| 100  | 95   | 78   | 81   | 63   | 70   | 71   | 71   | 63   |

| 2022 | - | - | - | - | - | - | - | - |
| ---- | - | - | - | - | - | - | - | - |
| 62   | - | - | - | - | - | - | - | - |

## Culture locale et patrimoine

### Lieux et monuments
- L'église Saint-Rémy de Vaucourt a été détruite le 14 août 1914 et est reconstruite après 1918.
- Croix de cimetière.
- Monument aux morts.
- Le guéoir a été restauré récemment.
- Fontaines.

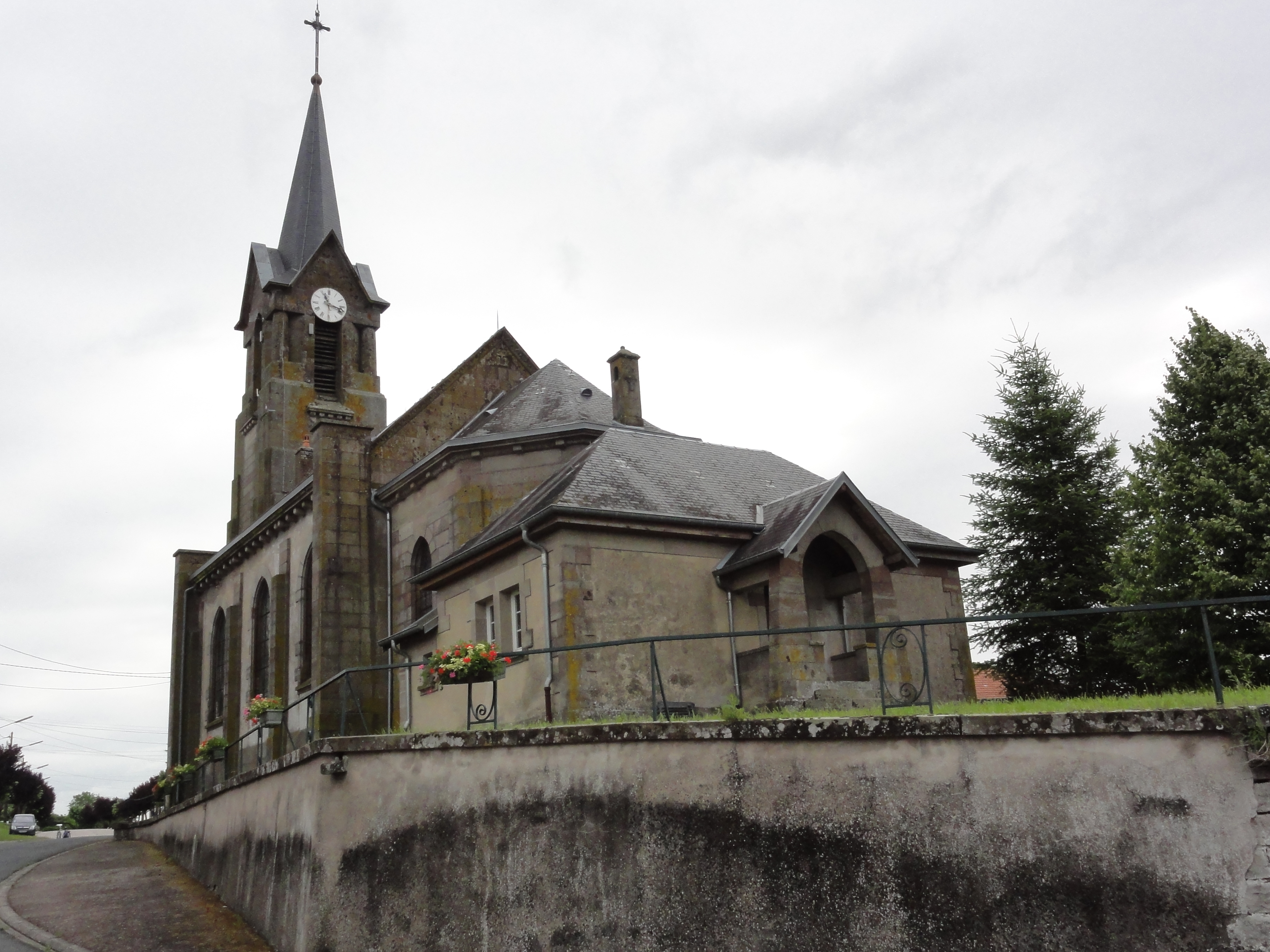
Église Saint-Rémy.
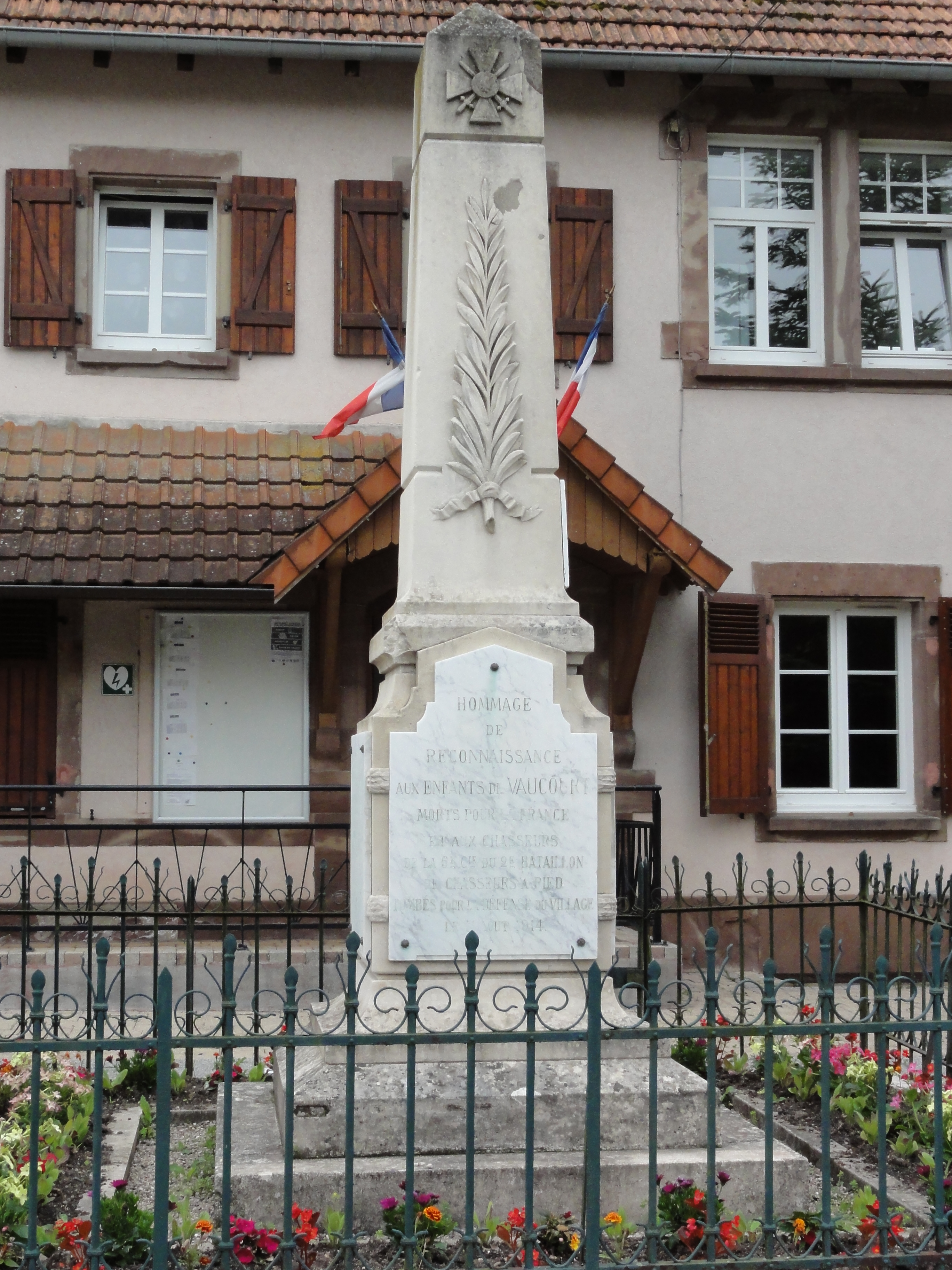
Monument aux morts.
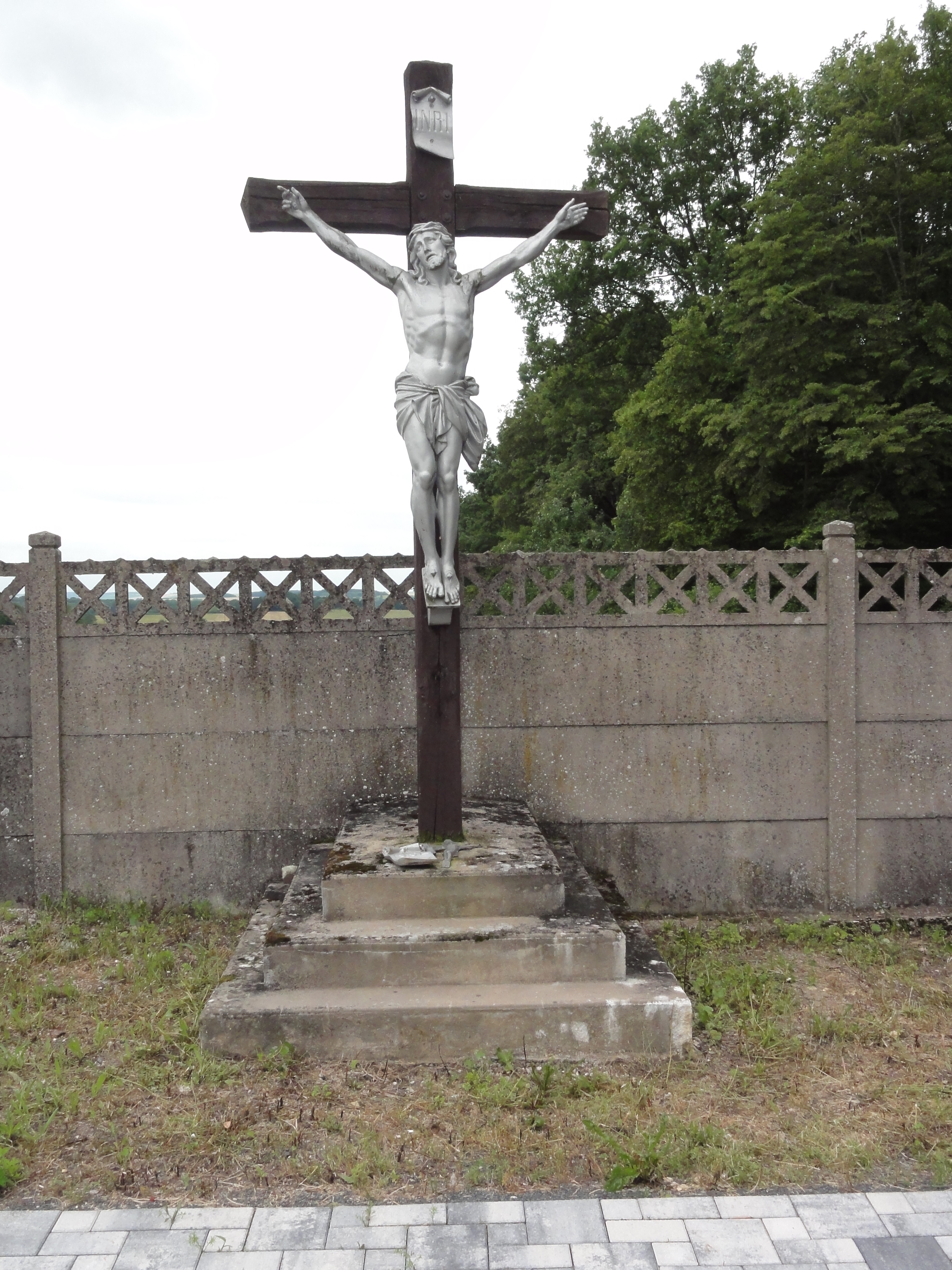
Croix de cimetière.
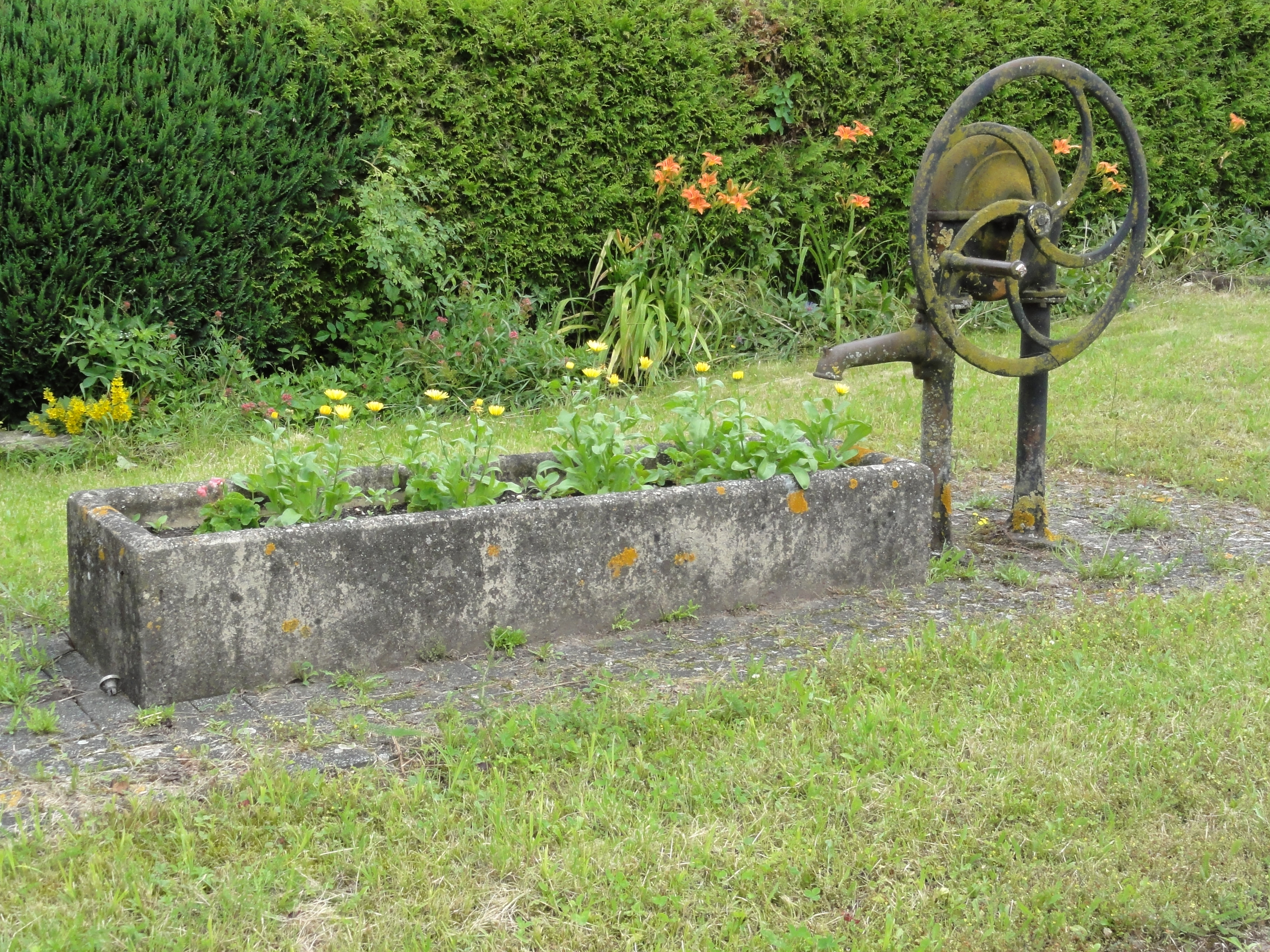
Pompe-fontaine.

### Héraldique
| Blason de Vaucourt | Blason  | De gueules au chevron renversé d'or accompagné en chef d'une épée d'argent garnie d'or accostée de deux cailloux du même, et en pointe de deux sautoirs alésés aussi d'or. |
| Blason de Vaucourt | Détails | Vaucourt faisait partie de l'évêché de Metz d'où l'épée et les cailloux. Par le passé la localité a été rattachée tantôt à Xures tantôt à Xousse. Géographiquement la commune se situe entre Xures et Xousse. C'est ce qui explique la présence des deux sautoirs alésés (X) de part et d'autre du V de Vaucourt. La commune a adopté ce blason en août 2007. |